# Automatisiertes maschinelles Lernen
Automatisiertes maschinelles Lernen
(AutoML) bezeichnet die Automatisierung verschiedener Schritte, die beim maschinellen Lernen anfallen.
Beim automatisierten maschinellen Lernen werden Algorithmen verwendet, um die Automatisierung von maschinellen Lernprozessen zu ermöglichen. 
Dies umfasst die Automatisierung von Schritten wie: 
- Datenvorverarbeitung (z. B. Imputation)
- Feature engineering
- Hyperparameteroptimierung
- Modellauswahl (häufig mit Meta-Learning bzw. Ensemble learning und Neuronale Architektursuche)

Dabei wird die Genauigkeit des resultierenden Modells verbessert. Automatisiertes maschinelles Lernen kann dazu beitragen, die Komplexität von maschinellem Lernen und damit den menschlichen Zeitaufwand zu reduzieren. Dadurch kann maschinelles Lernen für eine breitere Anwendung zugänglicher gemacht werden.

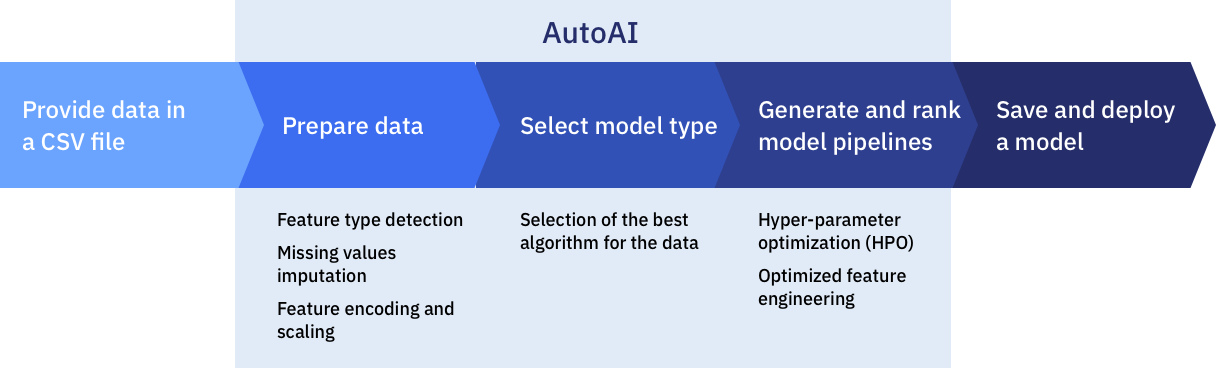
Darstellung der Schritte von AutoAI, das AutoML um weitere Schritte des Lebenszyklus eines Modells erweitert. Dazu gehört das Deployment des Modells sowie die Überwachung auf Data drifts.

Beispielanwendungen sind Auto-Sklearn, AutoGluon, Auto-PyTorch, PyCaret oder FLAML.